# Cabera rotundaria
Cabera rotundaria är en fjärilsart som beskrevs av Adrian Hardy Haworth 1809. Cabera rotundaria ingår i släktet Cabera och familjen mätare. Inga underarter finns listade i Catalogue of Life.